# فيرنون، ديلاوير
فيرنون  هو مجتمع غير مدمج في مقاطعة كينت، ديلاوير، الولايات المتحدة. تقع فيرنون على طول طريق ديلاوير 14، غرب هارينغتون.